# 1. HOL za žene 2016./17.
Prva liga je predstavljala drugi stupanj odbojkaškog prvenstva Hrvatske za žene u sezoni 2016./17. 
 Nakon sezone 2015./16. se dotadašnja "1.A nacionalna liga" razdvojila u dvije lige – "Superligu" (prvi stupanj) i "Prvu ligu" (drugi stupanj). 
 
U "Prvoj ligi" je sudjelovalo 8 klubova, a prvak je bila "Rijeka CO", koja se zajedno s doprvakom – "Olimpikom" iz Zagreba natjecala u doigravanju za prvaka Hrvatske. 

## Sustav natjecanja
"Prva liga" se igrala u dva dijela: 
 
1. dio – 8 klubova igra dvokružnu ligu (14 kola) 
 
2. dio – na osnovu lige iz prvog dijela formiraju se dvije skupine: 
- "3. skupina" – prve četiri ekipe iz prvog dijela – igraju dvokružnu ligu (6 kola), s prenesenim međusobnim rezultatima iz prvog dijela
- "4. skupina" – ekipe od 5. do 8. mjesta iz prvog dijela – igraju dvokružnu ligu (6 kola), s prenesenim međusobnim rezultatima iz prvog dijela

Po završetku "Drugog dijela", prve dvije ekipe iz "3. skupine" igraju u doigravanju "Superlige" prvaka Hrvatske.

## Sudionici
- Azena, Velika Gorica
- Brda, Split
- Drenova, Rijeka
- Dubrovnik, Dubrovnik
- Kostrena, Kostrena
- Olimpik, Zagreb
- Rijeka CO, Rijeka
- Zadar, Zadar

## Ljestvice i rezultati

### Prvi dio
| mj | klub      | ut | pob | por | set+ | set- | bod | 2. dio     |
| -- | --------- | -- | --- | --- | ---- | ---- | --- | ---------- |
| 1. | Rijeka CO | 14 | 11  | 3   | 36   | 13   | 32  | 3. skupina |
| 2. | Olimpik   | 14 | 10  | 4   | 36   | 17   | 31  | 3. skupina |
| 3. | Drenova   | 14 | 10  | 4   | 32   | 22   | 28  | 3. skupina |
| 4. | Brda      | 14 | 7   | 7   | 27   | 28   | 22  | 3. skupina |
| 5. | Zadar     | 14 | 6   | 8   | 22   | 27   | 17  | 4. skupina |
| 6. | Kostrena  | 14 | 6   | 8   | 23   | 30   | 17  | 4. skupina |
| 7. | Azena     | 14 | 3   | 11  | 18   | 35   | 12  | 4. skupina |
| 8. | Dubrovnik | 14 | 3   | 11  | 14   | 36   | 9   | 4. skupina |

Utakmice su igrane od 15. listopada 2016. do 19. veljače 2017. godine. 

### Drugi dio
Prenose se međusobni rezultati te se igra dvokružnim liga-sustvom. 

     – plasirali se u doigravanje za prvaka Hrvatske 
| mj         | klub       | ukupno     | ukupno     | ukupno     | ukupno     | ukupno     | ukupno     |            | preneseno iz prvog dijela | preneseno iz prvog dijela | preneseno iz prvog dijela | preneseno iz prvog dijela | preneseno iz prvog dijela |            | ostvareno u drugom dijelu | ostvareno u drugom dijelu | ostvareno u drugom dijelu | ostvareno u drugom dijelu | ostvareno u drugom dijelu |
| mj         | klub       | ut         | pob        | por        | set+       | set-       | bod        | ut         | pob                       | por                       | set+                      | set-                      | ut                        | pob        | por                       | set+                      | set-                      |                           |                           |
| 3. skupina | 3. skupina | 3. skupina | 3. skupina | 3. skupina | 3. skupina | 3. skupina | 3. skupina | 3. skupina | 3. skupina                | 3. skupina                | 3. skupina                | 3. skupina                | 3. skupina                | 3. skupina | 3. skupina                | 3. skupina                | 3. skupina                | 3. skupina                | 3. skupina                |
| ---------- | ---------- | ---------- | ---------- | ---------- | ---------- | ---------- | ---------- | ---------- | ------------------------- | ------------------------- | ------------------------- | ------------------------- | ------------------------- | ---------- | ------------------------- | ------------------------- | ------------------------- | ------------------------- | ------------------------- |
| 1.         | Rijeka CO  | 12         | 8          | 4          | 29         | 18         | 24         |            | 6                         | 3                         | 3                         | 12                        | 12                        |            | 6                         | 5                         | 1                         | 17                        | 6                         |
| 2.         | Olimpik    | 12         | 6          | 6          | 26         | 21         | 21         | 6          | 3                         | 3                         | 14                        | 10                        | 6                         | 3          | 3                         | 12                        | 11                        |                           |                           |
| 3.         | Drenova    | 12         | 8          | 4          | 28         | 23         | 20         | 6          | 4                         | 2                         | 14                        | 11                        | 6                         | 4          | 2                         | 14                        | 12                        |                           |                           |
| 4.         | Brda       | 12         | 2          | 10         | 12         | 33         | 7          | 6          | 2                         | 4                         | 8                         | 15                        | 6                         | 0          | 6                         | 4                         | 18                        |                           |                           |
|            |            |            |            |            |            |            |            |            |                           |                           |                           |                           |                           |            |                           |                           |                           |                           |                           |
| 4. skupina |            |            |            |            |            |            |            |            |                           |                           |                           |                           |                           |            |                           |                           |                           |                           |                           |
| 1. (5.)    | Zadar      | 12         | 8          | 4          | 26         | 16         | 23         |            | 6                         | 5                         | 1                         | 15                        | 6                         |            | 6                         | 3                         | 3                         | 11                        | 10                        |
| 2. (6.)    | Kostrena   | 12         | 7          | 5          | 24         | 23         | 18         | 6          | 4                         | 2                         | 13                        | 9                         | 6                         | 3          | 3                         | 11                        | 14                        |                           |                           |
| 3. (7.)    | Azena      | 12         | 4          | 8          | 21         | 27         | 16         | 6          | 2                         | 4                         | 10                        | 13                        | 6                         | 2          | 4                         | 11                        | 14                        |                           |                           |
| 4. (8.)    | Dubrovnik  | 12         | 5          | 7          | 20         | 25         | 15         | 6          | 1                         | 5                         | 7                         | 17                        | 6                         | 4          | 2                         | 13                        | 8                         |                           |                           |

Utakmice su igrane od 25. veljače do 26. ožujka 2017. godine. 

## Vanjske poveznice
- hos-cvf.hr, Hrvatski odbojkaški savez
- natjecanja.hos-cvf.hr